# Kill Yourself or Someone You Love
Kill Yourself or Someone You Love («Mátate a ti mismo o a alguien que amas») es el segundo EP de la banda de black metal estadounidense Krieg (no confundir con la banda Kriegg de Los Angeles, California). Fue grabado en vivo en Bitterfeld, Alemania, en 2001. Tiene buenas reseñas a pesar de indicarse su imperfecta calidad de sonido.
El álbum comienza con un chirrido de guitarra inquietante, que se prolonga durante un minuto aproximadamente, para dar lugar a variaciones y una atmósfera musical inicial. Dura unos 24 minutos.

## Pistas
| N.º | Título                           | Duración |  |
| 1.  | «Coldwind Flame»                 | 4:59     |  |
| 2.  | «Blackash Snowfall»              | 3:39     |  |
| 3.  | «Great Black Death»              | 3:26     |  |
| 4.  | «Deviant»                        | 3:38     |  |
| 5.  | «Destruction Ritual»             | 4:40     |  |
| 6.  | «End of Time»                    | 2:31     |  |
| 7.  | «Satanic Blood» (Versión de Von) | 2:01     |  |

## Personal
- Imperial – voz.
- Wrath – guitarra eléctrica.
- SM Daemon – bajo eléctrico.
- Butcher – batería.